# Finnland-Preis der Schwedischen Akademie
Der Finnland-Preis der Schwedischen Akademie, auf Schwedisch Svenska Akademiens Finlandspris, ist ein finnlandschwedischer Kulturpreis in Schweden.
Der Preis wird seit 1966 von der schwedischen Akademie, einer Akademie der Wissenschaften, als Anerkennung für bedeutende Leistungen im schwedischsprachigen Kulturleben Finnlands verliehen. Damit soll die finnlandschwedische Kultur – mehrheitlich die Literatur – Finnlands gefördert und gestärkt werden. Der Preis ist mit 100.000 schwedischen Kronen (Stand 2022) dotiert. Mit bisher einer Ausnahme (2000 – Finsk Tidskrift) wurde der Preis bis jetzt immer an Einzelpersonen verliehen.

## Preisträger
- 1966 Hagar Olsson (1893–1978)
- 1967 Rabbe Enckell (1903–1974)
- 1968 Georg Henrik von Wright (1916–2003)
- 1969 Tito Colliander (1904–1989)
- 1970 Solveig von Schoultz (1907–1996)
- 1971 Bo Carpelan (1926–2011)
- 1972 Tove Jansson (1914–2001)
- 1973 Rabbe Enckell (1903–1974)
- 1974 Olof Enckell (1900–1989)
- 1975 Erik Ekelund (1897–1976)
- 1976 Christer Kihlman (* 1930)
- 1977 Olaf Ahlbäck (1911–1989)
- 1978 Johannes Salminen (1925–2015)
- 1979 Erik Tawastjerna (1916–1993)
- 1980 Lars Huldén (1926–2016)
- 1981 Göran Schildt (1917–2009)
- 1982 Oscar Nikula (1907–1996)
- 1983 Erik Stenius (1911–1990)
- 1984 Carl-Eric Thors (1920–1986)
- 1985 Erik Allardt (1925–2020)
- 1986 Torsten Steinby (1908–1995)
- 1987 Kai Laitinen (1924–2013)
- 1988 Claes Andersson (1937–2019)
- 1989 Matti Klinge (1936–2023)
- 1990 Ulla-Lena Lundberg (* 1947)
- 1991 Johan Wrede (* 1935)
- 1992 Tua Forsström (* 1947)
- 1993 Jan-Magnus Jansson (1922–2003)
- 1994 Max Engman (* 1945)
- 1995 Clas Zilliacus (* 1943)
- 1996 Valdemar Nyman (1904–1998)
- 1997 Kari Tarkiainen (* 1938)
- 1998 Mikael Enckell (* 1932)
- 1999 Ralf Långbacka (* 1932)
- 2000 Finsk Tidskrift
- 2001 Thomas Warburton (1918–2016)
- 2002 Märta Tikkanen (* 1935)
- 2003 Tuva Korsström (* 1946)
- 2004 Jörn Donner (1933–2020)
- 2005 Peter Sandelin (* 1930)
- 2006 Rainer Knapas (* 1946)
- 2007 Henrik Meinander (* 1960)
- 2008 Christer Kihlman (* 1930)
- 2009 Nils Erik Forsgård (* 1968)
- 2010 Annika Sandelin (* 1972)
- 2011 Gösta Ågren (1936–2020)
- 2012 Pär Stenbäck (* 1941)
- 2013 Gunvor Kronman (* 1963)
- 2014 Michel Ekman (* 1956)
- 2015 Mikael Reuter (* 1943)
- 2016 Fred Karlsson (* 1946)
- 2017 Paavo Lipponen (* 1941)
- 2018 Kjell Westö (* 1961)
- 2019 Marika Tandefelt (* 1946)
- 2020 nicht vergeben
- 2021 Merete Mazzarella (* 1945)
- 2022 Janina Orlov (* 1955)
- 2023 John Vikström (* 1931)[1]